# 12新作
《12新作》（英語：Opus 12）是台灣男歌手周杰倫的第12張錄音室專輯，收錄12首歌曲，2012年12月12日開始預購，12月28日發行，发行3天的时间就成为五大唱片2012年年榜第5名。
2013年，专辑入围第24届金曲奖“最佳国语专辑奖”，周杰伦凭借这张专辑入围“最佳专辑制作人奖”以及“最佳國語男歌手獎”，黄雨勋凭借收录于这张专辑中的歌曲《比较大的大提琴》入围“最佳编曲人奖”。

## 专辑封面
《12新作》的封面与之前的专辑《魔杰座》的封面相似，使用真实的照片与油画的背景互相结合，封面中周杰伦身穿黑色透視裝骑着传说中的独角兽，与预购封面中的独角兽徽标相对应。

## 宣传
2012年12月5日，专辑《12新作》首波宣传主打歌《红尘客栈》在Hit FM首播，这首歌由方文山填词，周杰伦称这首歌是他每张专辑必需有的“周式中国风歌曲”，2007年演唱会的时候他给《千里之外》前准备了一段二胡独奏，而《红尘客栈》就是从这段二胡独奏改编完善而来。
同一天在北京音乐广播《中国歌曲排行榜》首播的是第二波主打歌曲《明明就》，这首歌同样由方文山填词。
12月24日在Hit FM记者会中公布了专辑中收录的12首歌的全部歌曲名，并同时宣布这12首歌曲在专辑发行的前一天12月27日于Hit FM首播完整版。
在题为“周杰倫12新作 亞洲數位平台第一名 強烈預購中！”的预购广告中引用了《红尘客栈》和《明明就》在iTunes Store 台湾/香港/澳门/新加坡/马来西亚、百度音乐、酷狗音乐、虾米音乐、音悦Tai中排名第一的数据，以此为卖点宣传。

## 音乐影片
1.《红尘客栈》
杰威爾音樂于2012年12月10日在其Youtube官方频道发布了首波主打歌《红尘客栈》音乐影片的幕后花絮，随后在12月11日发布了《红尘客栈》官方完整版音乐影片。该影片由浪花兄弟的成员Darren担任男主角，古力娜扎担任女主角，周杰伦在影片中以一个讲故事的人的角度对嘴演出，该影片在北京怀柔片场拍摄。影片中客栈的匾额“红尘客栈”四个字是由这首歌的词作者方文山所写，同样在《12新作》专辑预购电视广告中的“12新作 周杰伦”字样也是方文山的书法。
2.《明明就》
「明明就」歌詞由方文山執筆，當時在蘇格蘭拍攝MV的周杰倫先把畫面都拍好了，再打電話告訴文山他看到哪些景象，方文山將周杰倫描述的海鷗、蘇格蘭風笛、愛丁堡、中古世紀的感覺...都寫進歌詞中，隔天文山傳來歌詞後，周杰倫就在充滿濃烈歐風的愛丁堡對嘴，兩人以這樣特別的方式完成了「明明就」詞曲的合作。
3.《公公偏頭痛》
「公公偏頭痛」為「宮廷嘻哈風」歌曲，歌詞也有著以古諷今的意味，諷刺官場貪污現象。音乐影片在北京怀柔片场拍摄，邀请了曾经凭借在电视剧《包青天》中饰演太监郭槐，而获得1995年金钟奖最佳男配角的邰智源来扮演太监大总管。
4.《大笨钟》
這首輕快的中版抒情情歌，以英國倫敦著名景點「大笨鐘」為名，其實說的是談戀愛吵架拌嘴，女生說男生比大笨鐘還要笨，吵架太安靜鐘至少還有聲音；編曲以爵士銅管群搭配電吉他與鼓，以輕快中帶著甜蜜的節奏與旋律，營造出英倫的浪漫風情，彷彿伍迪艾倫的愛情情境喜劇片，無聲的吵架、拌嘴、鬥氣、其實卻還是想念著對方、期待對方可以先低頭道歉。
第四波主打歌《大笨钟》的音乐影片由梁心颐担任女主角，与周杰伦在影片中饰演一对闹分手的情侣。影片在英国伦敦的著名景点等地取景拍摄。
5.《比较大的大提琴》
第五波主打歌《比较大的大提琴》歌曲名指的是比大提琴要大的低音提琴，歌曲创作灵感是来自周杰伦在英国拍摄音乐影片时，看见英国的街头艺人在表演这种低音提琴。并且为了拍摄这首歌的音乐影片而去专门练习了低音提琴，这首歌的合唱者梁心頤和楊瑞代一同参与了影片拍摄。
6.《愛你沒差》
7.《烏克麗麗》
8.《傻笑 》
9.《夢想啟動》
周杰倫又一勵志歌曲。熱血嘻哈搖滾曲風，由極地冒險運動家林義傑填詞。MV中特別邀請音樂家朗朗與林義傑拍攝。巧妙結合各自的事蹟互相打氣。例如林義傑跑馬拉松的路上，看見朗朗的音樂會海報。郎朗觀賞周杰倫第一部自導自演電影不能說的秘密。其中周杰倫的好萊塢處女作青蜂俠花絮也出現在MV當中。此歌曲被旅美棒球手陳偉殷作為傷後復出的開場曲。也是美國職棒大聯盟首次以華語歌曲作為開場曲。
10.《手語》
11.《哪裡都是你》
12.《四季列車》

## 預購發行
《12新作》2012年12月12日開始預購，分為「精裝版」、「限量USB版」(另有“平裝版”)。
在12月27日的專輯發片記者會中，周杰倫宣布《12新作》的預購量超過20萬張。
| 版本 | 包裝詳情                                                                      | 預購贈品                              |
| ---- | ----------------------------------------------------------------------------- | ------------------------------------- |
| 平裝 | 1CD、1DVD、歌詞本                                                             | 無贈品                                |
| 精裝 | 典雅歐風木盒 1CD、1DVD、歌詞本、12張珍藏Jay卡                                 | 紅塵客棧 環保筷（唱片行）布包（7-11） |
| USB  | 金巧鐵盒 Q版獨角獸餅乾USB （Opening、互動式選單、歌曲選擇、MV欣賞、歌本瀏覽） | 紅塵客棧 觸控筆                       |

## 评价
有乐评人认为这张专辑“已经让人听出了新意”，但也有乐评人认为“创作模式化，像是早已输入好的方程式，一张专辑大概什么路数猜个八九不离十。”还有乐评人认为这张新专辑是一个“平淡无奇的回归”。
儘管如此，专辑中与梁心颐及杨瑞代合唱的歌曲《比较大的大提琴》依然得到不少乐评人的赞同，乐评人称与袁咏琳合唱《傻笑》相比，《比较大的大提琴》是这张专辑中“让人有点记忆点”的一首歌曲。

## 曲目
| CD   | CD                                             | CD     | CD     | CD   |
| 曲序 | 曲目                                           |        | 编曲   | 时长 |
| ---- | ---------------------------------------------- | ------ | ------ | ---- |
| 1.   | 四季列車                                       | 方文山 | 周杰倫 | 2:40 |
| 2.   | 手語                                           | 周杰倫 | 林邁可 | 4:49 |
| 3.   | 公公偏頭痛                                     | 方文山 | 周杰倫 | 3:03 |
| 4.   | 明明就                                         | 方文山 | 黄雨勛 | 4:18 |
| 5.   | 傻笑（演唱：周杰倫、袁詠琳）                   | 方文山 | 黄雨勛 | 4:50 |
| 6.   | 比較大的大提琴（演唱：周杰倫、梁心頤、楊瑞代） | 方文山 | 黄雨勛 | 4:13 |
| 7.   | 愛你沒差                                       | 黃淩嘉 | 黄雨勛 | 4:41 |
| 8.   | 紅塵客棧                                       | 方文山 | 黄雨勛 | 4:34 |
| 9.   | 夢想啟動                                       | 林義傑 | 林邁可 | 3:25 |
| 10.  | 大笨鐘                                         | 周杰倫 | 黄雨勛 | 4:03 |
| 11.  | 哪裡都是你                                     | 周杰倫 | 黄雨勛 | 4:39 |
| 12.  | 烏克麗麗                                       | 周杰倫 | 林邁可 | 2:55 |

| DVD  | DVD                    |
| 曲序 | 曲目                   |
| ---- | ---------------------- |
| 1.   | 红塵客棧（音樂影片）   |
| 2.   | 公公偏頭痛（音樂影片） |
| 3.   | 大笨鐘（音樂影片）     |

## 制作团队
| 录音师 - 罗宇轩（#1、#7、#10、#11） - 李汪哲（#1、#5~#8、#10~#11） - 杨瑞代（#3~#6、#8） - 林迈可（#2、#9、#12） - 苏正成（#4、#8） - 陈陆秦（#9） 混音师 - 杨大纬（#4~#8、#10、#11） - 林迈可（#2、#9、#12） - 李汪哲（#1、#3） | 录音室 - JVR Studio（#1、#3~#8、#10、#11） - VIP MUSIC（#2、#9、#12） - 白金录音室（#4、#8） 混音室 - JVR Studio（#1、#3） - VIP MUSIC（#2、#9、#12） - 杨大纬录音工作室（#4~#8、#10、#11） 执行制作 - 罗宇轩（#1~#12） - 李汪哲（#1~#12） |

| 乐器演奏 吉他 - 罗宇轩（#4、#5、#8） - 黄雨勋（#7、#10、#11） - Josa（#10） 鼓 - 陈柏州@Mr.Q Studio（#4、#7、#10） 二胡 - 周菲比（#8） 古筝 - 姜采希（#8） 钢琴 - 郎朗（#9，在歌曲前奏弹奏拉赫曼尼诺夫《第二钢琴协奏曲》第一乐章） 乌克丽丽 - 林迈可（#12） | 弦乐 第一小提琴 - 王心为（#4、#8） - 陈晏安（#4、#8） 第二小提琴 - 周有玓（#4、#8） - 骆思云（#4、#8） 中提琴 - 叶棣绮（#4、#8） - 黄馨颖（#4、#8） 大提琴 - 刘涵（#4、#8） - 张道文（#4、#8） |

## 奖项与提名
| 奖项             | 提名                       | 结果 |
| ---------------- | -------------------------- | ---- |
| 最佳国语专辑奖   | 《12新作》                 | 提名 |
| 最佳编曲人奖     | 黄雨勋／《比较大的大提琴》 | 提名 |
| 最佳专辑制作人奖 | 周杰伦／《12新作》         | 提名 |
| 最佳國語男歌手獎 | 周杰伦／《12新作》         | 提名 |